# Hairedin, Vrața
Hairedin (în bulgară Хайредин) este un sat în comuna Hairedin, regiunea Vrața,  Bulgaria. 

## Demografie
Componența etnică a satului Hairedin
     Bulgari (77,56%)
     Nicio identificare (21,46%)
     Altele (0,96%)
La recensământul din 2011, populația satului Hairedin era de 1.547 locuitori. Din punct de vedere etnic, majoritatea locuitorilor (77,56%) erau bulgari. Pentru 21,46% din locuitori nu este cunoscută apartenența etnică.